# Горбунов, Николай Петрович
Николай Петрович Горбунов (9 [21] июня 1892, Красное Село, Санкт-Петербургская губерния — 7 сентября 1938, Москва, СССР) — советский государственный и общественный деятель, учёный-химик. Академик АН СССР.  Осуждён и расстрелян 7 сентября 1938 года. После смерти Сталина реабилитирован.

## Биография
Родился в семье инженера-технолога Красносельской бумажной фабрики Петра Михайловича Горбунова и Софьи Васильевны Зконопниц-Грабовской (1870—1933), внучки Константина Петровича Печаткина (1818—1895), владевшего фабрикой в 1860—1895 годах. По отцовской линии происходил из семьи крупных харьковских сахарозаводчиков. В семье было 11 детей, двое из которых умерли в раннем детстве. По национальности русский. В 1917 году окончил Петроградский технологический институт, вступил в члены РСДРП(б) в августе 1917 года.
- Май—август 1917 г. — заведующий Информационным бюро ВЦИК.
- Август—октябрь 1917 г. — член ЦК межрайонной группы РСДРП(б).
- Ноябрь 1917 — декабрь 1920 гг. — секретарь Совнаркома РСФСР и личный секретарь Ленина.
- 1918—1919 гг. — одновременно председатель коллегии Научно-технического отдела ВСНХ РСФСР.

## Служба в РККА
- Июль—сентябрь 1919 г. — уполномоченный РВС РСФСР в 14-й и 13-й армиях Южного фронта.
- 1919—1920 гг. — начальник политотдела 14-й армии.
- Июнь—декабрь 1920 г. — последовательно член реввоенсовета 14-й, 13-й и 2-й Конной армий.

## На правительственной и научной работе
- Декабрь 1920 — декабрь 1930 гг. — управляющий делами Совнаркома РСФСР, затем СССР.
- 1923 — 1929 гг. — ректор Московского высшего технического училища им. Н. Э. Баумана.
- 1928 г. — начальник Советско-германской Алайско-Памирской экспедиции.
- 1928 — 1932 гг. — председатель научной комиссии Комитета по химизации.
- 1929 — 1930 гг. — заместитель президента Всесоюзной академии сельскохозяйственных наук им. В. И. Ленина.
- 1930 — 1932 гг. — заместитель директора Химического института им. Л. Я. Карпова.
- 1931 — 1934 гг. — член Госплана СССР.
- 1932 — 1935 гг. — начальник Таджико-Памирской экспедиции при СНК СССР. Был организатором и участником экспедиции по покорению пика Коммунизма[7]. Вместе с Евгением Абалаковым участвовал в решающем штурме покорения высшей точки СССР, однако не дошёл до вершины несколько десятков метров[8].
- 1935 год — действительный член АН СССР.
- С октября 1935 года — секретарь Академии наук СССР.

Поддержка Н. И. Вавилова
Находясь на посту управделами СНК РСФСР, Горбунов оказал значительную поддержку начинаниям Н. И. Вавилова.  Благодаря поддержке Горбунова Вавилов обладал значительным влиянием на всю ведомственную систему прикладной ботаники в РСФСР. В рамках этой системы он организовал первые экспедиции по поиску растений.

## Арест и гибель
Арестован 19 февраля 1938 года в рамках «дела альпинистов». Осуждён и расстрелян 7 сентября 1938 года в здании Военной коллегии Верховного Суда СССР (ВКВС). Реабилитирован 13 марта 1954 года. В 2001 году в колумбарии Новодевичьего кладбища установлена мемориальная доска (кенотаф).
В 3-м издании Большой советской энциклопедии указана дата смерти 7 сентября 1937 года.

## Семья
Сын — Андрей Николаевич Горбунов (1921—2003), учёный в области ядерной физики и физики космических лучей, лауреат Государственной премии СССР.
Супруга (вторая) — Маргарита Александровна Смольянинова (ум. 1981), подверглась репрессиям в одно время с Н. П. Горбуновым, впоследствии была освобождена. Известны её письма И. В. Сталину и В. М. Молотову с просьбами об освобождении мужа и восстановлении его честного имени.

## Награды
- Орден Красного Знамени (№ 4274)[a]

## Память
- Улица Горбунова в Санкт-Петербурге (Красное Село).
- На Памире, в Горно-Бадахшанской автономной области (Таджикистан), его имя носит высочайшая в мире гидро-гляцио-метеорологическая обсерватория на леднике Федченко — на высоте 4300 метров над уровнем моря.

## Киновоплощение
- 1968 — «Шестое июля». В роли Николая Горбунова — Владимир Горелов

### Комментарии
1. ↑  Когда 21 января 1924 года умер Ленин, Горбунов снял со своего пиджака Орден Красного Знамени (за № 4274) и приколол его к френчу покойного. Орден был вместе с Лениным до 1943 года[13].

### Сноски
1. ↑  Сытин А. К., Сластунов Д. Д. В.Л. Комаров и авторы «Флоры СССР», Vladimir Komarov and the authors of “Flora of the USSR” // Историко-биологические исследования — 2021. — Т. 13, вып. 1. — С. 24—71. — ISSN 2076-8176; 2500-1221 — doi:10.24411/2076-8176-2021-11002
2. 1 2  Gorbunov, Nikolaj Petrovič // Чешская национальная авторитетная база данных
3. 1 2 3 4 5  Гончаров Н. П. Заметки к несостоявшемуся юбилею РАСХН (ВАСХНИЛ), Notes Related to the Failed Anniversary of the Russian Academy of Agricultural Sciences (VASKhNIL) // Историко-биологические исследования — 2015. — Т. 7, вып. 3. — С. 58—78. — ISSN 2076-8176; 2500-1221
4. ↑  История со смыслом. Бизнес Дневник. АО «Информационно-издательский центр Правительства Санкт-Петербурга «Петроцентр» (5 ноября 2019). Дата обращения: 25 сентября 2022. Архивировано 25 сентября 2022 года.
5. ↑  Альтшулер, С. В. «Гравитационная аномалия» дома Альтшулеров // Экстремальные состояния Льва Альтшулера / под ред. Б. Л. Альтшулера, В. Е. Фортова. — Москва: Физматлит, 2011. — С. 523—526. — 615 с. — ISBN 978-5-9221-1304-5. Архивировано 25 сентября 2022 года.
6. ↑  Жертвы политического террора в СССР. Дата обращения: 28 августа 2019. Архивировано 28 октября 2018 года.
7. ↑  «Красноярский комсомолец», № 38 (8982), 24.09.2003. Дата обращения: 9 февраля 2010. Архивировано 24 ноября 2004 года.
8. ↑  Первовосхождение на пик Сталина. Ромм М.: Ташкент, ОГИС, 1934. Дата обращения: 26 января 2014. Архивировано 17 августа 2013 года.
9. ↑  Прингл, 2022, с. 128.
10. ↑  Мемориальная доска на символической могиле Н. П. Горбунова
11. ↑  Горбунов Николай Петрович // Гоголь — Дебит. — М. : Советская энциклопедия, 1972. — С. 76. — (Большая советская энциклопедия : [в 30 т.] / гл. ред.  А. М. Прохоров ; 1969—1978, т. 7).
12. ↑  Космический мемориал :: А. Н. Горбунов. Дата обращения: 21 марта 2018. Архивировано 20 мая 2018 года.
13. 1 2  «Не могу добиться справедливости». Письмо жены Н. П. Горбунова, М. А. Смольяниновой, И. В. Сталину. 1939 г. Дата обращения: 21 марта 2018. Архивировано из оригинала 22 марта 2018 года.